# 赫法茨山
47°22′3″N 10°20′56″E / 47.36750°N 10.34889°E

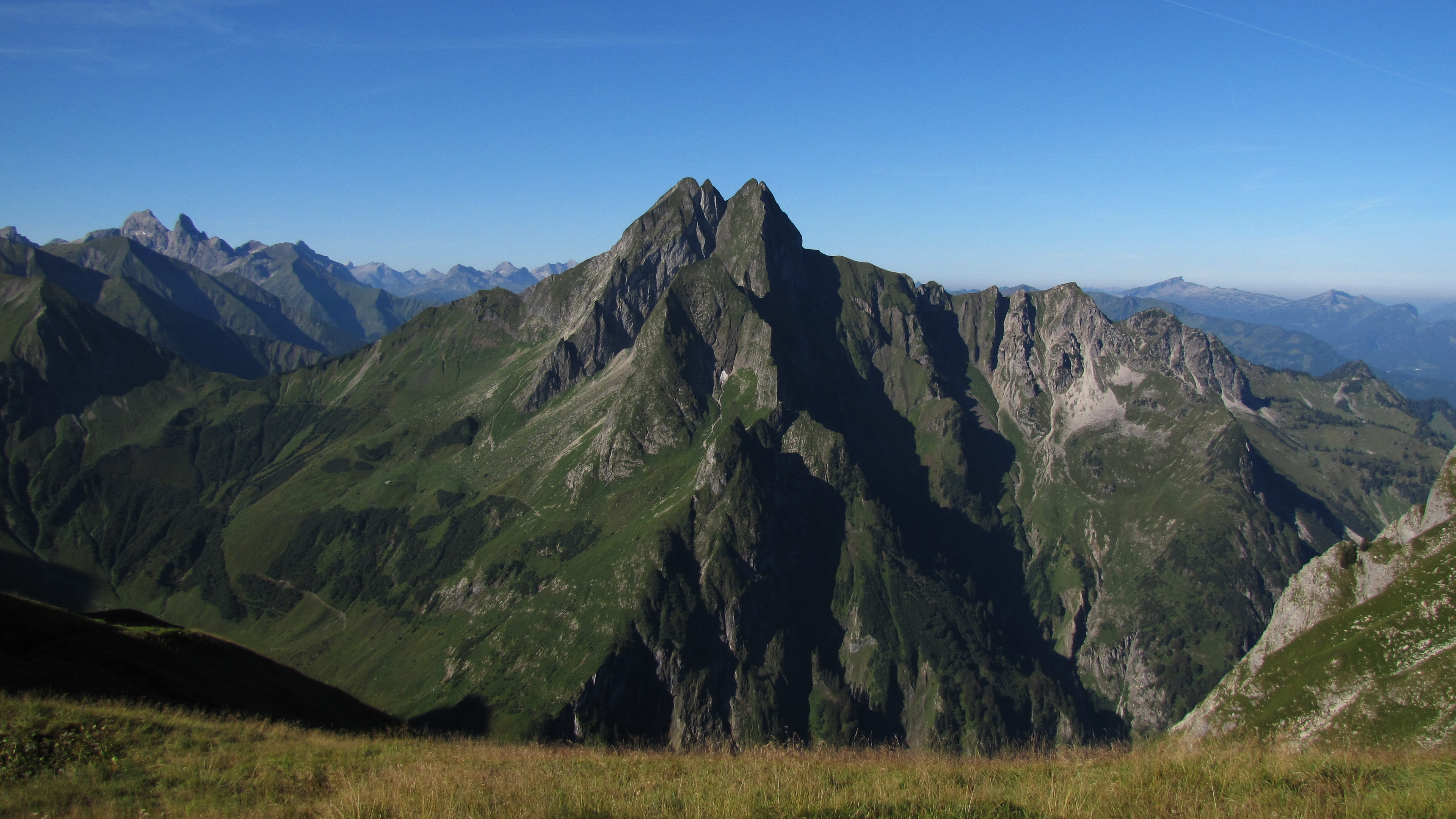

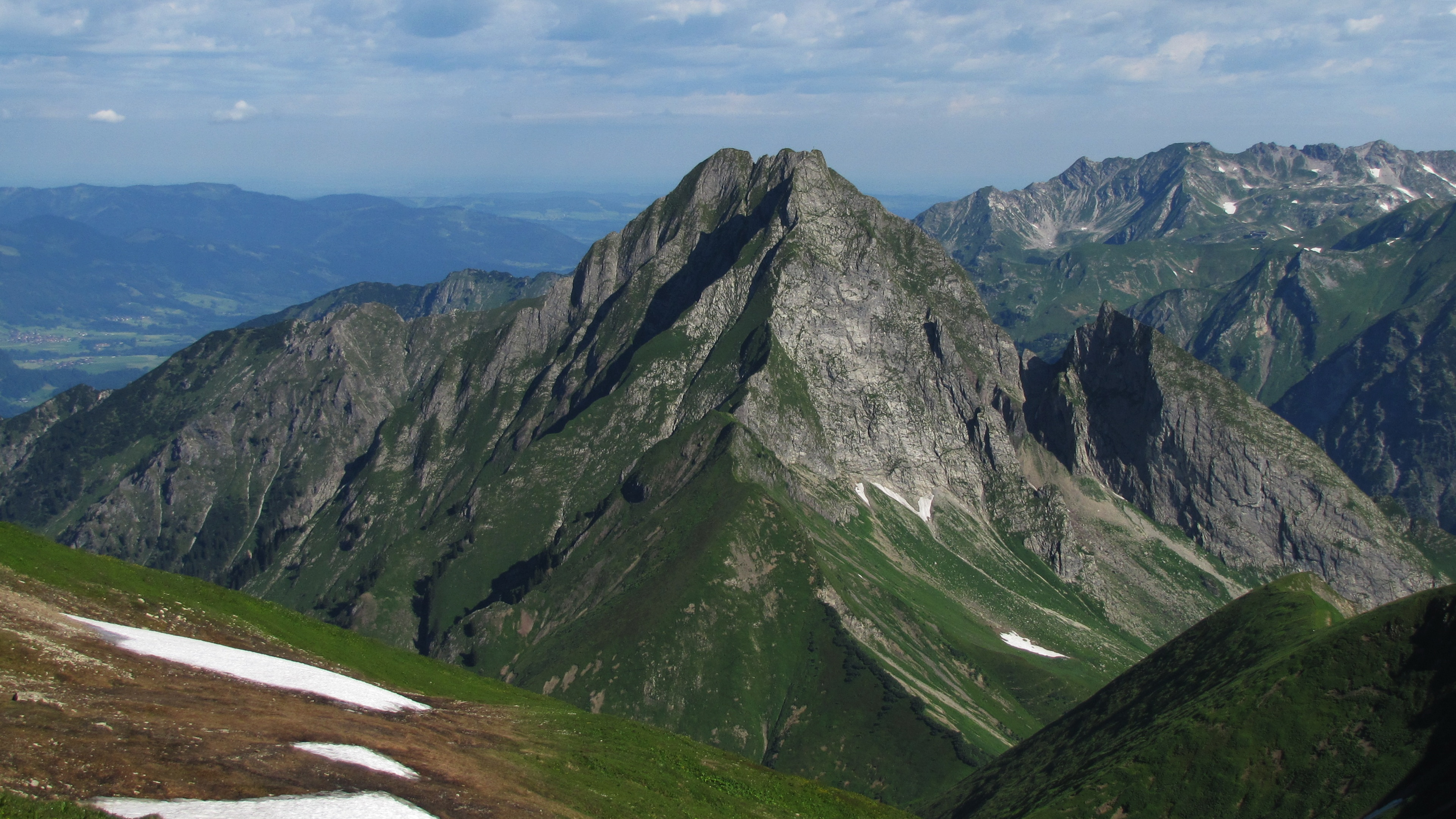

赫法茨山（德語：Höfats），是德國的山峰，位於該國東南部，由巴伐利亞負責管轄，屬於阿爾高阿爾卑斯山脈的一部分，距離小維爾德山2.7公里，海拔高度2,259米，人類首次在1848年首次登頂。